# Ромашин, Филипп Николаевич
Фили́пп Никола́евич Рома́шин (6 января 1896 года, дер. Крутовка, Крапивенский уезд, Тульская губерния — 23 августа 1981 года, Москва) — советский военный деятель, генерал-майор (20 апреля 1945 года).

## Начальная биография
Филипп Николаевич Ромашин родился 6 января 1896 года в деревне Крутовка ныне Щёкинского района Тульской области в семье крестьянина.
В 1914 году окончил Потемкинскую второклассную учительскую школу, а в 1915 году — учительские курсы в Туле.

## Военная служба

### Первая мировая и гражданская войны
В августе 1915 года призван в ряды Русской императорской армии и направлен рядовым в 204-й запасной батальон в Тамбове, а в феврале 1916 года — в 218-й запасной батальон, в Тифлисе. С марта учился в Телавской школе прапорщиков, после окончания которой в июле 1916 года назначен младшим офицером в 220-й запасной батальон, дислоцированный в Петровск-Порте (Дагестанская область), однако в августе переведён в 8-й Кавказский стрелковый полк (2-я Кавказская стрелковая дивизия), после чего принимал участие в боевых действиях на Кавказском фронте. За храбрость в бою был произведён в подпоручики. Ф. Н. Ромашин в марте 1918 года был демобилизован из рядов армии.
1 октября 1918 года призван в РККА и назначен волостным инспектором всевобуча в с. Лапотково. С февраля 1919 года служил помощником командира роты в составе 1-го Тульского территориального полка, с мая — на той же должности в составе 323-го стрелкового полка, который в период с июня по июль участвовал в боях против войск под командованием А. И. Деникина в районе Поворино. В августе полк переименован в 481-й стрелковый в составе 54-й стрелковой дивизии (5-я армия), после чего Ф. Н. Ромашин принимал участие в боевых действиях на Восточном фронте против войск адмирала А. В. Колчака на реке Тобол. 19 октября 1919 года был ранен, после чего лечился в госпитале.
После выздоровления в январе 1920 года направлен в 432-й стрелковый полк (48-я стрелковая дивизия, 16-я армия, Западный фронт), в составе которого служил на должностях командира роты и батальона и принимал участие в боевых действиях против белолатышей южнее Острова, с августа — в ходе советско-польской войны в районе городов Барановичи, Слоним и Волковыск.
В октябре переведён в 372-й стрелковый полк (42-я стрелковая дивизия), в котором служил командиром роты и батальона и участвовал в подавлении вооружённых формирований Н. И. Махно. В мае 1921 года назначен на должность командира роты в 42-й отдельной бригаде (9-я армия) и в составе 124-го сводного полка этой же бригады принимал участие в ликвидации бандформирований Зубаря и Шахтинского на Кубани.

### Межвоенное время
В июле 1921 года служил в 37-м стрелковом полку (13-я Дагестанская стрелковая дивизия) на должностях командира роты, помощника командира и командира батальона, врид командира полка, врид начальника штаба полка. В период с ноября 1930 по февраль 1931 года учился на курсах «Выстрел».
В сентябре 1931 года назначен на должность помощника командира по хозяйственной части 25-го стрелкового Черкасского Краснознамённого полка (9-я Донская стрелковая дивизия, Северокавказский военный округ). В период с 28 декабря 1931 по 15 августа 1932 года учился на повторных курсах по тактике тыла курсов «Выстрел». В феврале 1934 года назначен командиром 51-го отдельного строительного батальона (ОКДВА).
Филипп Николаевич Ромашин 19 октября 1938 года уволен в запас, однако 12 июня 1939 года восстановлен в кадрах РККА и назначен на должность помощника командира по строевой части 53-го стрелкового полка (105-я стрелковая дивизия, 1-я Отдельная Краснознамённая армия), а в декабре — на должность командира 158-го отдельного стрелкового полка (Полтавский укреплённый район).
В декабре 1940 года направлен на учёбу на курсы командиров полков при курсах «Выстрел», которые окончил в 1941 году.

### Великая Отечественная война
С началом войны полковник Ф. Н. Ромашин назначен на должность командира 899-го стрелкового полка в составе 248-й стрелковой дивизии, формировавшейся в Вязьме. Во второй половине июля дивизия включена в состав 24-й армии, после чего принимала участие в ходе Смоленского сражения. В начале октября во время Вяземской оборонительной операции дивизия попала в окружение.
После выхода из окружения Ф. Н. Ромашин направлен на формирование 370-й стрелковой дивизии (Сибирский военный округ) и 1 ноября назначен командиром дивизии. Вскоре дивизия передислоцирована в Архангельский военный округ, а в конце февраля 1942 года передана в состав 34-й армии (Северо-Западный фронт), после чего принимала участие в ходе Демянской наступательной операции.
В марте 1942 года назначен на должность заместителя командира 84-й стрелковой дивизии, которая вела боевые действия в районе г. Старая Русса. 10 июля переведён на должность командира 235-й стрелковой дивизии, которая вела бои на демянском выступе. 18 января 1943 года Ф. Н. Ромашин тяжело ранен, после чего лечился в госпитале и по излечении 11 марта вернулся на прежнюю должность. 235-я стрелковая дивизия принимала участие в ходе Демянской наступательной операции и после выхода к реке Ловать 19 марта дивизия выведена в резерв Ставки Верховного Главнокомандования. Вскоре дивизия включена в состав 3-й армии, после чего принимала участие в ходе Орловской наступательной операции. 14 июля полковник Ф. Н. Ромашин снят с занимаемой должности «за неумение организовать бой в современных условиях, за потерю управления частями в бою» и направлен в резерв.
20 августа 1943 года назначен командиром 135-й стрелковой дивизии, которая с ноября принимала участие в ходе Киевских наступательной и оборонительной, Житомирско-Бердичевской наступательной операций и в боевых действиях южнее и юго-западнее Тернополя и освобождении Тернопольской области. В июне 1944 года дивизия передислоцирована в Карелию и далее на Карельский перешеек, после чего и принимала участие в ходе Выборгской наступательной операции. В декабре дивизия передислоцирована в Польшу с дислокацией на сандомирском плацдарме, откуда с января 1945 года начала участие в ходе Сандомирско-Силезской, Нижнесилезской, в Верхнесилезской наступательных операциях и боях за г. Бреслау.
За время войны генерал-майор Ф. Н. Ромашин был пять раз персонально упомянут в благодарственных приказах Верховного Главнокомандующего.

### Послевоенная карьера
После окончания войны дивизия была расформирована, а генерал-майор Ф. Н. Ромашин направлен в распоряжение Военного совета Центральной Группы Войск, а затем — в Главное управление кадров НКО.
В октябре 1945 года назначен на должность командира 163-й стрелковой дивизии (37-й стрелковый корпус, 27-я армия, Прикарпатский военный округ), а в январе 1946 года — на должность командира 320-й стрелковой дивизии. С июля 1946 года находился в распоряжении Военного совета ПрикВО, а с сентября — Управления кадров Сухопутных войск и в декабре назначен военным комиссаром Ярославского областного военкомата.
Генерал-майор Филипп Николаевич Ромашин 17 декабря 1953 года вышел в запас. Умер 23 августа 1981 года в Москве. Похоронен на Кузьминском кладбище

## Награды
- Орден Ленина (21 февраля 1945 года[3]);
- Три ордена Красного Знамени (21 января 1944 года[4], 3 ноября 1944 года[3], 1949[3]);
- Орден Кутузова 2 степени (21 января 1945 года)[5];
- Медали СССР;
- Награды иностранных государств;[источник не указан 704 дня]
- Почётный гражданин ПГТ Козова, Тернопольской области.[источник не указан 704 дня]

Приказы (благодарности) Верховного Главнокомандующего в которых отмечен Ф. Н. Ромашин.
- За овладение штурмом древней столицей и одним из важнейших культурно-политических центров союзной нам Польши городом Краков — мощным узлом обороны немцев, прикрывающим подступы к Домбровскому угольному району. 19 января 1945 года. № 230.
- За овладение крупным центром Силезского промышленного района Германии городом Глейвиц, превращенного немцами в мощный узел обороны. 25 января 1945 года. № 253.
- За овладение центром Домбровского угольного района городом Катовице, городами Семяновиц, Крулевска Гута (Кенигсхютте), Миколув (Николаи). Захват в немецкой Силезии крупного промышленного центра города Беутен и завершение тем самым полного очищения от противника Домбровского угольного района и южной части промышленного района немецкой Верхней Силезии. 28 января 1945 года. № 261.
- За прорыв обороны, разгром группы немецких войск юго-западнее Оппельна и овладении в немецкой Силезии городами Нойштадт, Козель, Штейнау, Зюльц, Краппитц, Обер-Глогау, Фалькенберг и 400-ми населенными пунктами. 22 марта 1945 года. № 305.
- За овладение городом и крепостью Бреславль (Бреслау). 7 мая 1945 года. № 364.

## Память
- Награды и личные вещи Филиппа Николаевича находятся в музее школы № 29 города Коломна.